# Matheus Ferraz Pereira
Matheus Ferraz Pereira (São José do Rio Pardo, 12 de fevereiro de 1985) é um futebolista brasileiro que atua como zagueiro. Atualmente está sem clube.

## Carreira
Matheus Ferraz Pereira, começou sua carreira jogando pelo Santos. Após a saída do clube praiano, o jogador transferiu-se para o América-SP. O atleta ainda contabiliza passagens pelo Remo, Brasiliense e Noroeste. Defendeu o São Caetano, no Campeonato Brasileiro da Série B 2010, clube no qual permaneceu por um ano. Voltou para Noroeste no ano seguinte, sendo o quinto reforço do clube para o Campeonato Paulista 2011. Foi apresentado no Complexo Damião Garcia depois de ter realizado exames médicos. Acertou em 2011 com o Mirassol, onde ficou até 2012. Após o Paulista 2012, acertou com o Criciúma, e ajudou o clube a conquistar o acesso à elite do futebol nacional. Em 2015 por indicação do Técnico Eduardo Baptista foi anunciado como novo reforço do Sport para a disputa do Campeonato Brasileiro.
Completou 50 jogos com a camisa rubro-negra e declarou:
| “ | É uma marca muito importante para mim. Estou dando o meu máximo e tentando ter a mesma regularidade do ano passado, quando fiquei fora de apenas um jogo por ter cumprido suspensão pelo terceiro cartão amarelo. | ” |

### Fluminense
Em 04 de janeiro de 2019, foi anunciado como novo reforço do Fluminense ao lado de Bruno Silva e Ezequiel.
Foi peça fundamental na luta contra o rebaixamento no Campeonato Brasileiro 2019 ao lado de Nino sendo titular absoluto na temporada. Devido as lesões que obteve nos anos seguintes, Ferraz perdeu espaço na equipe.
No dia 31 de março de 2023, chegou o fim de seu contrato e se despediu do clube. Ele foi homenageado com um quadro, com uma camisa tricolor com o número 3. Ao todo, atuou em 66 partidas, marcou 4 gols e deu 3 assistências.
Com a camisa tricolor, conquistou 4 títulos: Taça Rio 2020, Taça Guanabara 2022 e 2023, Campeonato Carioca 2022.

## Títulos
Brasiliense
- Campeonato Brasiliense: 2008

Criciúma
- Campeonato Catarinense: 2013

Sport
- Campeonato Pernambucano: 2017
- Taça Ariano Suassuna: 2016 e 2017

Fluminense
- Campeonato Carioca: 2022
- Taça Guanabara: 2022
- Taça Rio: 2020
- Taça Gérson e Didi: 2020

## Prêmios individuais
Criciúma
- Seleção do Campeonato Catarinense: 2013